# Anna Wojtczak
Anna Teresa Wojtczak (ur. 1 listopada 1935 w Luszynie, zm. 28 września 2020 w Pruszkowie) – polska inżynier technologii drewna, poseł na Sejm PRL VI kadencji.

## Życiorys
Córka Franciszka i Kazimiery. W latach 1953–1955 była księgową w Przedsiębiorstwie Robót Elewacyjnych w Warszawie. Studiowała na Wydziale Technologii Drewna Szkoły Głównej Gospodarstwa Wiejskiego w Warszawie od 1955 do 1961, uzyskując wyższe wykształcenie jako inżynier technologii drewna. Następnie, od 1962, zatrudniona była w Pruszkowskich Zakładach Materiałów Biurowych. Była tam kolejno suszarnikiem deseczek, technologiem w dziale technologicznym, kierownikiem sekcji normowania i od 1966 głównym technologiem. Pełniła tam też funkcję sekretarza Rady Robotniczej.
Działała w Związku Młodzieży Polskiej i w latach 1955–1961 w Zrzeszeniu Studentów Polskich, a od 1970 należała do Polskiej Zjednoczonej Partii Robotniczej. W 1972 uzyskała mandat posła na Sejm PRL w okręgu Pruszków. Zasiadała w Komisji Prac Ustawodawczych oraz w Komisji Przemysłu Lekkiego.